# 374 f.Kr.

## Händelser

### Efter plats

#### Grekland
- Aten försöker dra sig ur det thebisk-spartanska kriget och sluter därför fred med Sparta, en fred som dock snabbt bryts.
- Sparta anfaller Korkyra och får då hjälp av Syrakusa, medan Aten kommer till öns hjälp. Den atenske generalen Timotheios erövrar Korkyra och besegrar spartanerna till sjöss utanför Alyzia (Akarnanien).

#### Cypern
- Kung Evagoras av Salamis mördas och efterträds av sin son, Nikokles, som fortsätter sin fars liberala hellenistiska politik på Cypern, uppmuntrad av Isokrates, som skriver sin Uppmaning till Nikokles.

## Avlidna
- Gorgias, grekisk filosof, sofist och retoriker
- Evagoras, kung av Salamis på Cypern (mördad)